# Sara Thompson
Pour les articles homonymes, voir Sarah Thompson et Thompson.
Sara Thompson, née le 4 septembre 1995 à Winnipeg (Manitoba), est une actrice canadienne.

## Filmographie

### Cinéma
- 2008 : Dancing Girls : Lauryn jeune
- 2016 : Lovesick : une serveuse
- 2018 : I Still See You : Janine
- 2018 : Night Hunter : Julie
- 2020 : The Return : Beth Struman

### Télévision

#### Séries télévisées
- 2017 : Channel Zero : la fille aux cheveux roses
- 2018–2019: Seule contre tous : Molly Ross (15 épisodes)
- 2019–2020 : Les 100 : Josephine Lightbourne (6 épisodes)[1]
- 2021 : Charmed : Julie
- 2021 : One of Us Is Lying : Vanessa Merriman / Vanessa Clark (8 épisodes)[2]

#### Téléfilms
- 2018 : Alerte enlèvement : Ma fille a disparu!  : Tiffany